# المقابر البونية (كركوان)

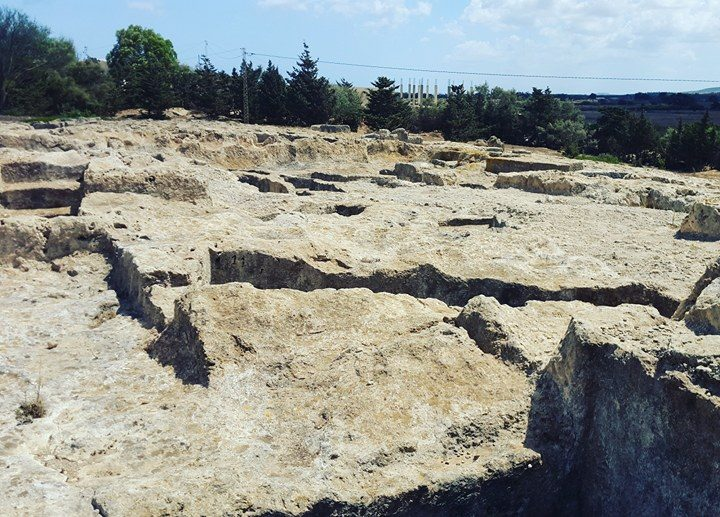
المقابر البونيّة بكركوان

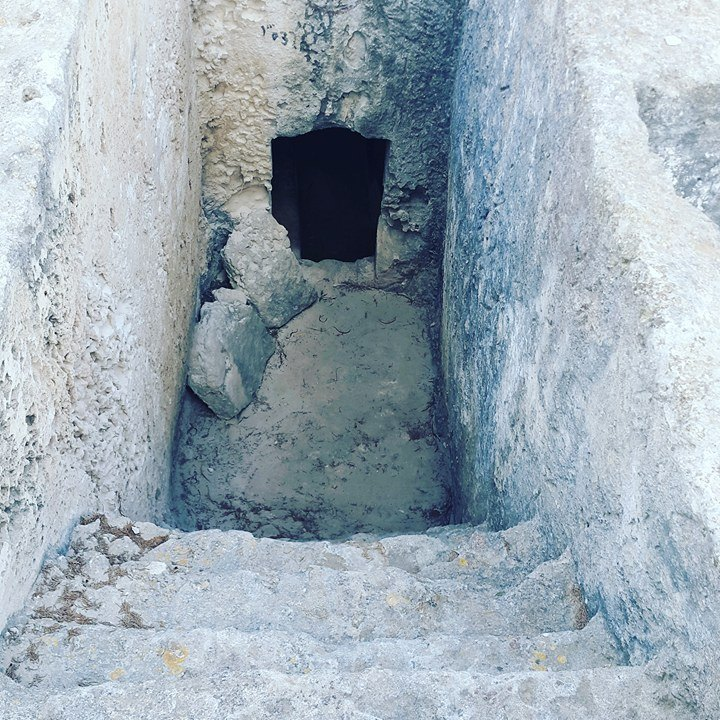
قبر بوني

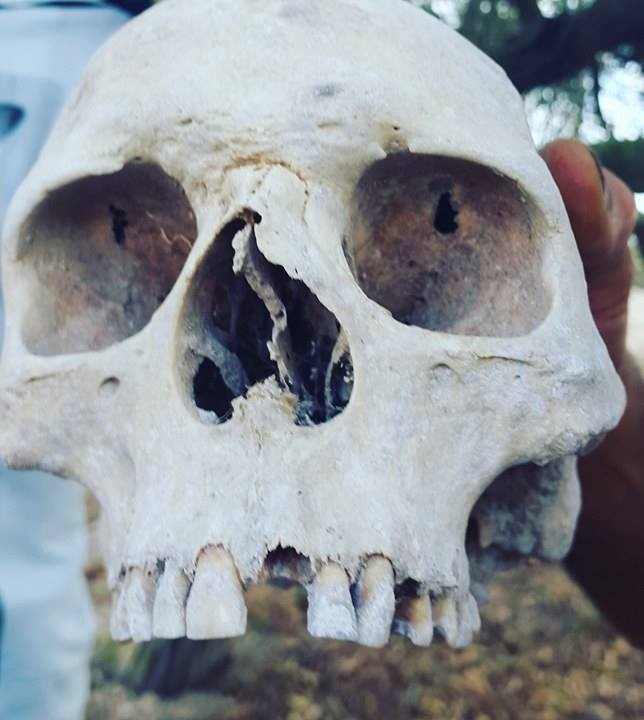
جمجمة تمّ العثور عليها في المقبرة البونيّة

المقابر البونية بكركوان هي مقابر بونيّة تعود للقرن 5 ق م تقع بكركوان التّابعة لمعتمدية حمام الغزاز في الوطن القبلي الواقعة بين قليبية والهوارية. كان البونيون يطلقون عليها اسم 'حوانيت النوم الأزلي'، رفضا منهم لمفهوم الموت واعتقادا بأنّه سباتا أزليّا في انتظار القيامة.